# Відлучення від церкви
Відлу́чення (екскомуніка, екскомунікація) — релігійне покарання, накладається вищою церковною інстанцією (собором, синодом, єпископом, першоієрархом, церковним судом тощо) за дії, несумісні із схвалюваним церквою способом життя, за грубе порушення церковних правил, за відступництво (апостасію) або єресь. Полягає у виключенні особи (спільноти) зі складу церковно-релігійної громади та позбавлення права взаємодіяти з одновірцями. Релігійний сенс відлучення полягає у відмові церкви відповідати за думки, слова і дії відлученого.
Формально відлучення від церкви не є остаточним: відлучений може повернутися до церкви, якщо спокутує скоєні гріхи, принесе публічне каяття і отримає прощення. Відомі випадки, коли відлучення від церкви було накладене або зняте з особи/осіб посмертно.
Відлучення практикується в багатьох релігіях, зокрема, в християнстві і юдаїзмі. Практично, відлучення зазвичай полягає в тому, що відлученому заборонено брати участь в здійсненні суспільних релігійних дій та отримувати можливість до здійснення певних обрядів (наприклад, відпущення гріхів).

## У християнстві
Християнська церква практикує наступні види відлучення:
- Анафема (або велике відлучення, грец. ἀνάθεμα) — накладається вищою церковною інстанцією, застосовується до відступників та єретиків. Анафема має невизначений термін дії і передбачає заборону на будь-які зв'язки церкви з відлученим.
- Заборона (або мале відлучення, грец. ἀφορισμός) — накладається церковною владою регіонального або місцевого рівня (у православ'ї — єпископом), головним чином, за порушення церковних правил і за відступ від заповідей, полягає в тимчасовій забороні на участь в релігійних церемоніях, на причащання і благословення.
- Інтердикт — застосовувався, головним чином, в західних християнських церквах. Є відлученням від церкви не окремого прихожанина, а відразу великої групи: села, міста, області, або навіть держави. На території, що знаходиться під інтердиктом, не працювали храми, не проводилися релігійні свята, не проводились обряди (хрещення, вінчання, відспівування та інше).[1]

У християнській традиції відлучення від церкви обґрунтовують словами Ісуса Христа: «коли ж не послухає й Церкви, хай буде тобі, як поганин і митник» (Мт.18:17).

## Значення
Відлучення від церкви, як і інші види релігійних санкцій, покликане функціонально забезпечити впорядкованість внутрішньо-церковного життя, сакральний авторитет церкви, додержання вірянами обов’язків, норм поведінки. Разом з тим, відлучення активно використовували як інструмент церковної політики (наприклад, у конфліктах папства зі світською владою), засіб боротьби з ідейними та політичними опонентами, придушення опору повстанців, інакомислячих, вільнодумців, дисидентів.

## Подібні покарання в інших релігіях

### Юдаїзмі
- Харам — найвище духовне осудження в юдаїзмі. Це повне виключення людини з єврейської громади.
- Сирув — це розпорядження релігійного рабинського руху (бейт дін), яке накладається при невиконанні його попередніх рішень, та несе за собою деякі обмеження на участь у релігійному житті, з метою примусити виконання попереднього рішення.

### Буддизм
- У деяких буддистських монастирях можуть виганяти монахів за порушення основних правил чернечого життя, але аналога загального відлучення немає.

### Індуїзм
- В індуїзмі концепції відлучення від релігії немає, але може мати місце відчуження від касти. Хоча цей процес частіше має не релігійний контекст, а соціальний та політичний.

### Іслам
- В ісламі немає поняття відлучення аналогічного християнському. Найближче поняття — це такфір (кафір), явище коли один мусульманин об'являє іншого мусульманина невіруючим, тобто кафіром. Але це не перешкоджає участі другого у релігійних обрядах.